# Lawrence Timmons
Lawrence Olajuwon Timmons (Florence, 14 maggio 1986) è un ex giocatore di football americano statunitense che ha giocato nel ruolo di linebacker nella National Football League (NFL). Fu scelto nel corso del primo giro (15º assoluto) del Draft NFL 2007 dai Pittsburgh Steelers. Al college giocò a football al Florida State.

## Carriera professionistica

### Pittsburgh Steelers
Timmons fu scelto come quindicesimo assoluto nel Draft 2007 dai Pittsburgh Steelers. Dopo avere giocato sporadicamente nella sua prima stagione, l'anno successivo mise a segno 65 tackle, 5 sack e un intercetto, partendo come titolare nel Super Bowl XLIII vinto contro gli Arizona Cardinals in cui fece registrare 5 tackle. Divenne stabilmente titolare a partire dal 2009 e esplose definitivamente l'anno successivo guidando la difesa con 135 ad essere la migliore della lega sulle corse.
Il 23 agosto 2011, Timmons firmò con gli Steelers un rinnovo contrattuale di sei anni del valore di 50 milioni di dollari. I suoi numeri calarono poiché dovette essere spostato dal suo normale ruolo di inside linebacker a quello di outside linebacker, per sostituire l'infortunato James Harrison ma ebbe comunque una solida stagione con 93 tackle, 2.0 sack, 2 fumble forzati e un intercetto.
Il 25 novembre 2012 segnò il primo touchdown in carriera sul ritorno di un intercetto del quarterback Brandon Weeden. L'anno seguente guidò gli Steelers in tackle per la seconda volta nelle ultime tre stagioni.
Nel 2014, Timmons fu premiato con la prima convocazione per il Pro Bowl in carriera e inserito nel Second-team All-Pro.

### Miami Dolphins
Il 12 marzo 2017, Timmons firmò un contratto biennale con i Miami Dolphins. Il 19 settembre 2017, la squadra lo sospese a tempo indefinito per essersi reso irreperibile. Fu riportato che Timmons era scomparso dell'hotel della squadra a Los Angeles, con i Dolphins che ne avevano denunciato la scomparsa. Fu poi ritrovato all'Aeroporto Internazionale di Los Angeles in procinto di fare ritorno in Pennsylvania per vedere la figlia.

## Palmarès

### Franchigia
- Super Bowl : 1

Pittsburgh Steelers: XLIII
- American Football Conference Championship: 2

Pittsburgh Steelers: 2008, 2011

### Individuale
- Convocazioni al Pro Bowl: 1

2014
- Second-team All-Pro: 1

2014

## Statistiche
| Tackle totali | 737  |
| Sack          | 28,0 |
| Intercetti    | 9    |

Statistiche aggiornate alla settimana 16 della stagione 2014